# Steinhuder Meer
Steinhuder Meer er den største sø i Nordvesttyskland med et areal på 29,1 km². Søen er beliggende i kommunen omkring byen Wunstorf i Region Hannover i Niedersachsen, og ligger omkring 30 km nordvest for Hannover; vest- og nordbredden grænser til Neustadt am Rübenberge.
Den op til 2,9 m og gennemsnitligt 1,35 m dybe sø blev dannet i et bækken ved afslutningen af sidste isttid for omkring 14.000 år siden. I dag er den centrum i Naturpark Steinhuder Meer der med sine beskyttede naturværdier og mangfoldige rekreative muligheder et regionalt udflugtsmål.